# Рожков Андрій Борисович
Андрій Борисович Рожков (рос. Андре́й Бори́сович Рожко́в; нар.. 28 березня 1971, Свердловськ) — російський актор, сценарист і пропагандист. Капітан команди і директор творчого об'єднання «Уральські пельмені». Підтримує путінський режим та війну Росії проти України.
Кандидат у майстри спорту з самбо. В одному з інтерв'ю зізнався, що в студентські роки мріяв з друзями потрапити в модний дорогий ресторан «Уральские пельмени» — звідси й виникла назва команди КВК.

## Громадська позиція
Під час президентських виборів 2018 року був довіреною особою Володимира Путіна.
У 2023 році разом з уповноваженою з прав людини у Свердловській області Тетяною Мерзляковою передав Центральному військовому округу мікроавтобус для доставки гуманітарних вантажів у так звану «зону СВО».
Окрім того, на фоні запроваджених США та ЄС санкцій проти російських вчених, встав на їхній захист та нагадав, що вони стояли у витоків іноземної техніки.
|  | Так, хлопці, всі, хто пише, що ми сидимо в американських соцмережах, на американських телефонах, їздимо на німецьких та японських автомобілях, просто подумайте, що це все складається з хімічних елементів, які класифікував та звів у таблицю великий російський вчений Дмитро Іванович Менделєєв. |

## Роботи на телебаченні
- «Велика різниця» — автор сценарію і актор в перших випусках
- «Шоу Ньюѕ» — агент Шоу Ньюѕ
- «Comedy Club» — Андрій Борисович (виступав у парі з Олександром Реввою)
- «Маршрутка» — автор сценарію (пілотний випуск для телеканалу «РЕН ТВ», не вийшов у світ)[5]
- «Ти смішний!» — ведучий (разом з Олександром Реввою)
- «Південне Бутово»
- «Уральські пельмені» директор команди з грудня 2016 року
- «Валера-TV» — Віталій Кузнєцов, Льова, Михайло Тимофійович Голованьов
- «Нереальна історія» — розвідник Василь Клубнікін, вчений Костянтин Сергійович
- «Поза рідних квадратних метрів» — Петро Шмаков
- «МясорУПка»
- «Велике запитання» — учасник
- «У чорній-чорній кімнаті» — учасник (7 випуск)[6]
- «Стінка на стінку» — учасник (4 випуск)[7]

## Фільмографія
- 2017 — «Везучий випадок» — Валерій, головна роль

### Ролі озвучував
- «Вовки та вівці: ме-е-е-га перетворення»
- «Папірці» — озвучує мультгероїв[8]
- «Казковий патруль»- кіт учений

## Сім'я
Дружина — Ельвіра Рожкова. Виховує трьох синів — Семена, Петра і Макара. 
Займається футболом, віндсерфінгом, кайтингом, екстремальними видами спорту.